# Penelope Wilson
Penelope Wilson - archeolog, doktor egiptologii, pracownik Uniwersytetu w Durham. 
Ukończyła orientalistykę na Liverpool University. W 1991 roku uzyskała stopień doktora. Następnie pracowała w Fitzwilliam Museum. Od 2001 roku wykłada na Durham University. Jest kierownikiem wykopalisk prowadzonych przez Służbę Starożytności i Egypt Exploration Society w starożytnym Sais. Autorka monografii The Survey of Saïs (Sa el-Hagar), 1997-2002 oraz popularnonaukowej książki Sacred Signs: Hieroglyphs in Ancient Egypt. Publikowała m.in. w "The Journal of Egyptian Archaeology" i "Archéo-Nil".